# Alois Richard Nykl

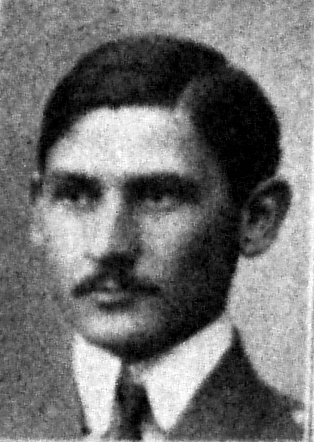
A. R. Nykl in 1911

Alois Richard Nykl (Radlice, Bohemia, 13 de diciembre de 1885-1958), hispanista y arabista checo.
Nacido en Bohemia, se educó en Praga, donde abrazó la causa del nacionalismo checo; en 1903, con dieciocho años, abandonó su tierra natal y pasó dos años estudiando en Suiza y Alemania; en 1905 emigró a Chicago, en cuya Universidad estudió Lenguas románicas. Pasó dos años en México y otros dos en Egipto. En 1911 pasó a Japón, donde subsistió como director de la revista del Automóvil Club japonés. Volvió a los Estados Unidos y se doctoró en Románicas en 1921, también en Chicago. En 1922 estuvo por vez primera en España. En 1925 y 1926 hizo trabajo de campo lingüístico en México. Desde 1929 pasó tres años viajando por el Mediterráneo (España, Marruecos, Túnez, Líbano) con una beca del Oriental Institute de Chicago. En 1936 y 1940 dio una serie de conferencias en la Escuela de Estudios Árabes de Granada. Por esos años también pasó una larga temporada en Portugal. Poseedor de una gran facilidad para las lenguas, llegó a hablar perfectamente dieciséis y leer en otras veintiocho. Trabajó en España y en Portugal y dirigió por un breve periodo la Escuela de Estudios Árabes de Granada (1940). Enseñó en varias universidades estadounidenses, entre ellas Harvard (1941-1944).
Sus estudio se orientaron principalmente hacia las relaciones literarias hispanoárabes; escribió A compendium of Aljamiado literature (1929) y elaboró una edición de El collar de la paloma de Ibn Hazm  (París, 1931); después de publicar el Cancionero de Abén Guzmán (1933), sus investigaciones culminan en el libro Hispano-Arabic Poetry and its Relations with the Old Provençal Troubadours (Baltimore, 1946)., donde forja la teoría clásica sobre la ligazón existente entre la poesía árabe o hispanoárabe y el amor cortés y la poesía occitana y provenzal medieval. Después editó el Mukhtārāt min al-shi'r al-Andalusī (Dar al-'Ilm lil-Malāyīn, 1949). Una bibliografía completa hasta 1942 de Nykl puede verse en su edición de la Crónica del rey Dom Allomso Hamrríquez (Cambridge, Mass., 1942) de Duarte Galvão. Tradujo el Corán a la lengua checa en el año 1934.
- Datos: Q8196240
- Multimedia: Alois Richard Nykl / Q8196240